# Discografia de Sugarland
Sugarland é um duo norte-americano de música country composto por Jennifer Nettles na vocal principal, e Kristian Bush nas vocais de apoio e principal, bandolim, guitarra acústica e harmónica.

## Álbuns de estúdio
| Ano                                                                                          | Detalhes do álbum                                                              | Máximas posições nas paradas | Máximas posições nas paradas | Máximas posições nas paradas | Máximas posições nas paradas | Máximas posições nas paradas | Máximas posições nas paradas | Certificações     |
| Ano                                                                                          | Detalhes do álbum                                                              | Country dos EUA              | EUA                          | Country do Canadá            | Canadá                       | Country da Austrália         | Austrália                    | Certificações     |
| -------------------------------------------------------------------------------------------- | ------------------------------------------------------------------------------ | ---------------------------- | ---------------------------- | ---------------------------- | ---------------------------- | ---------------------------- | ---------------------------- | ----------------- |
| 2004                                                                                         | Twice the Speed of Life - Gravadora: Mercury Nashville                         | 3                            | 16                           | 5                            | *                            | *                            | —                            | - CAN: Ouro       |
| 2006                                                                                         | Enjoy the Ride - Lançado: 7 de novembro de 2006 - Gravadora: Mercury Nashville | 2                            | 4                            | *                            | 31                           | 8                            | —                            | - EUA: 3× Platina |
| 2008                                                                                         | Love on the Inside - Gravadora: Mercury Nashville                              | 1                            | 1                            | 1                            | 4                            | 3                            | 74                           | - CAN: Ouro       |
| "—" indica que o álbum não chegou à parada. * indica que a posição na parada é desconhecida. |                                                                                |                              |                              |                              |                              |                              |                              |                   |

## Ao vivo
| Ano  | Detalhes do álbum                                 | Máximas posições nas paradas | Máximas posições nas paradas | Máximas posições nas paradas | Máximas posições nas paradas |
| Ano  | Detalhes do álbum                                 | Country dos EUA              | EUA                          | Country do Canadá            | Canadá                       |
| ---- | ------------------------------------------------- | ---------------------------- | ---------------------------- | ---------------------------- | ---------------------------- |
| 2009 | Live on the Inside - Gravadora: Mercury Nashville | 1                            | 1                            | 1                            | 7                            |

## Álbuns de Natal
| Ano  | Detalhes do álbum                             | Máimas posições nas paradas | Máimas posições nas paradas | Máimas posições nas paradas | Máimas posições nas paradas | Máimas posições nas paradas |
| Ano  | Detalhes do álbum                             | Country dos EUa             | EUa                         | Holiday dos EUA             | Country do Canadá           | Canadá                      |
| ---- | --------------------------------------------- | --------------------------- | --------------------------- | --------------------------- | --------------------------- | --------------------------- |
| 2009 | Gold and Green - Gravadora: Mercury Nashville | 3                           | 24                          | 3                           | 10                          | 81                          |

## Singles
| Ano                                                                                           | Single                                | Máximas posições nas paradas | Máximas posições nas paradas | Máximas posições nas paradas | Máximas posições nas paradas | Máximas posições nas paradas | RIAA    | álbum                   |
| Ano                                                                                           | Single                                | Country dos EUA              | EUA                          | Pop dos EUA                  | Country do Canadá            | Canadá                       | RIAA    | álbum                   |
| --------------------------------------------------------------------------------------------- | ------------------------------------- | ---------------------------- | ---------------------------- | ---------------------------- | ---------------------------- | ---------------------------- | ------- | ----------------------- |
| 2004                                                                                          | "Baby Girl"                           | 2                            | 38                           | 64                           | 1                            | —                            | Ouro    | Twice the Speed of Life |
| 2005                                                                                          | "Something More"                      | 2                            | 35                           | 69                           | 1                            | —                            | Ouro    | Twice the Speed of Life |
| 2005                                                                                          | "Just Might (Make Me Believe)"        | 7                            | 60                           | —                            | 9                            | —                            | Ouro    | Twice the Speed of Life |
| 2006                                                                                          | "Down in Mississippi (Up to No Good)" | 17                           | 101                          | —                            | 24                           | —                            | —       | Twice the Speed of Life |
| 2006                                                                                          | "Want To"                             | 1                            | 32                           | 49                           | 1                            | —                            | Ouro    | Enjoy the Ride          |
| 2007                                                                                          | "Settlin'"                            | 1                            | 54                           | 93                           | 1                            | 47                           | —       | Enjoy the Ride          |
| 2007                                                                                          | "Everyday America"                    | 9                            | 68                           | —                            | 19                           | —                            | —       | Enjoy the Ride          |
| 2007                                                                                          | "Stay"                                | 2                            | 32                           | 36                           | 5                            | 48                           | Platina | Enjoy the Ride          |
| 2008                                                                                          | "All I Want to Do"                    | 1                            | 18                           | —                            | 3                            | 32                           | Ouro    | Love on the Inside      |
| 2008                                                                                          | "Already Gone"                        | 1                            | 41                           | —                            | 1                            | 57                           | —       | Love on the Inside      |
| 2009                                                                                          | "It Happens"                          | 1                            | 33                           | —                            | 1                            | 47                           | —       | Love on the Inside      |
| 2009                                                                                          | "Joey"                                | 17                           | 89                           | —                            | 6                            | —                            | —       | Love on the Inside      |
| "—" indica que o single não chegou à parada. * indica que a posição na parada é desconhecida. |                                       |                              |                              |                              |                              |                              |         |                         |

### Outras canções nas paradas
| 2005                                         | "Stand Back Up"                                             | 47 | —   | —  | —  | Twice the Speed of Life             |
| 2007                                         | "Winter Wonderland"                                         | 50 | —   | —  | —  | Enjoy the Ride (edição Wal-Mart)    |
| 2007                                         | "Nuttin' for Christmas"                                     | 48 | —   | —  | —  | Enjoy the Ride (edição Wal-Mart)    |
| 2008                                         | "Life in a Northern Town" (com Little Big Town e Jake Owen) | 28 | 43  | 30 | 53 | Love on the Inside (Deluxe Edition) |
| 2009                                         | "Keep You"                                                  | —  | 107 | —  | —  | Love on the Inside                  |
| "—" indica que o single não chegou à parada. |                                                             |    |     |    |    |                                     |

## Vídeos musicais
Todos os singles de Sugarland foram acompanhados por um vídeoclipe, com exceção de "It Happens".
| Ano  | Single                                     | Diretor       |
| ---- | ------------------------------------------ | ------------- |
| 2004 | "Baby Girl"                                | Peter Zavadil |
| 2005 | "Something More"                           | Paul Boyd     |
| 2005 | "Just Might (Make Me Believe)"             | Paul Boyd     |
| 2006 | "Down in Mississippi (Up to No Good)"      | Shaun Silva   |
| 2006 | "Want To"                                  | Shaun Silva   |
| 2007 | "Settlin'"                                 | Paul Boyd     |
| 2007 | "Everyday America"                         | Rocky Schenck |
| 2007 | "Stay"                                     | Shaun Silva   |
| 2008 | "Life in a Northern Town"                  | Becky Fluke   |
| 2008 | "All I Want to Do"                         | Shaun Silva   |
| 2008 | "Already Gone"                             | Shaun Silva   |
| 2008 | "Love" (ao vivo)                           | Shaun Silva   |
| 2009 | "Love Shack" (do CMT Music Awards de 2009) | Alan Carter   |
| 2009 | "Nightswimming/Joey" (ao vivo)             | Shaun Silva   |
| 2009 | "Keep You"                                 | Shaun Silva   |